# Regresión (parapsicología)

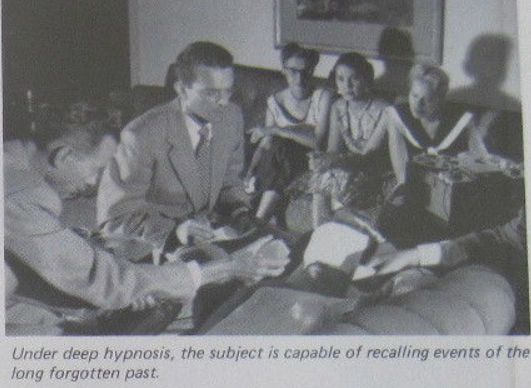
El hipnotizador Morey Bernstein con Virginia Tighe, quien bajo esta técnica supuestamente recordaba acontecimientos del pasado lejano

La regresión en parapsicología engloba a un conjunto de técnicas que se apoyan en la hipnosis u otros métodos de alteración de estados de conciencia, para hacer que una persona recuerde acontecimientos de su supuesto pasado, tal como las escenas y emociones de un paseo, las voces de una discusión, el sabor de una comida o el aroma del campo en un amanecer campesino. Se trata de una técnica esotérica y pseudopsicoterapéutica que también se utiliza en la denominada «terapia de reencarnación». Cuando las vivencias son de supuestas vidas pasadas, es común que la persona sienta la certeza de estar aquí, en el presente, mientras al mismo tiempo tiene la sensación de estar en el pasado, con otra personalidad, lo cual le permitiría  comparar y entender el posible origen de sus traumas o afecciones psicosomáticas.

## Hipótesis sobre el origen
Las vivencias de vidas pasadas se pueden atribuir a herencia genética, registros akáshicos, consciencia universal, telepatía, fantasías o recuerdos de lecturas o películas. Sin embargo, se han dado casos en los que la información suministrada no parece corresponder a ninguno de los patrones anteriores, tal como decir que toda la familia murió en un accidente, hecho que rompe la cadena de descendencia genética y permite suponer que existiría una memoria extra-cerebral.
El Doctor Brian Weiss fue quien popularizó esta técnica, psiquiatra formado en la Universidad de Columbia y en Yale Medical School. En este artículo en inglés del New York Times se puede ver la divulgación de esta técnica, así como su fundamento y experiencia habida durante años. La traducción del artículo en español lo puede ver aquí.

## Procedimiento terapéutico
El cuestionamiento sistemático de los datos en el transcurso de la sesión, preguntando nombres, lugares y fechas, puede ayudar a discernir si se trata de una fantasía o de una vivencia real. Para aceptarla como tal, se recomienda comprobar, por lo menos, seis datos concordantes, como nombres, fechas, país, idioma, costumbres, clima, vestimenta, etc. Sin embargo, los defensores de esta teoría alegan que puesto que el objetivo es la sanación del paciente, en este caso carece de importancia la comprobación histórica de los hechos narrados. No obstante, existen casos en que las bases históricas han sido comprobadas, con fechas, lugares y situaciones, de los cuales el sujeto no tenía conocimiento. En otras ocasiones en que los sujetos no pueden nombrar fechas o situaciones históricas, debemos recordar que en tiempos remotos o simplemente pasados, la gran mayoría de la población era analfabeta, no existían como actualmente, registros civiles que pudieran consultarse en el presente y muchas personas ignoraban las fechas o el nombre del sitio en que vivían. Esto hace muy difícil verificar tales datos, salvo en casos muy contados, por lo que la falta de datos históricos no constituye necesariamente una prueba de que se trata de fraudes o fantasías de la persona hipnotizada.
En español, el Doctor Ramón Esteban Jiménez realizó estudios de regresión de vida pasadas, alegando que existe un plan general que rige la naturaleza de cada una de las encarnaciones.

## Tipos de regresión
La regresión se considera nítida cuando las sensaciones son claras, bastante semejantes a vivencias de episodios o eventos que se están viviendo. Los hechos, nombres de personas, lugares y datos que vienen a la memoria del paciente se relacionan, y éste siente una certeza íntima, absoluta, de su realidad.
La regresión es pictórica cuando las imágenes transcurren como si se estuviesen viendo en cine, y sinestésica cuando las escenas van acompañadas de sensaciones, tales como olor, calor, frío, peso, compresión, crisis alérgicas, lipotimia (pérdida pasajera del conocimiento, con debilidad de la respiración y la circulación), formas de epilepsia, o sentimientos de odio, venganza, susto, sorpresa, miedo, fobia o inseguridad.
La regresión intuitiva se caracterizan por recuerdos que se perciben inicialmente intuitivamente, simplemente como una sensación, y a medida que el trance hipnótico se profundiza y el paciente "se suelta", pasan a ser más definidos. La mixta es una combinación de vivencias nítidas, pictóricas, sinestésicas o intuitivas.

## Ámbito de aplicación
Así como nadie que esté gozando de buena salud se hace una cirugía simplemente para explorar su cuerpo, es conveniente no hacer una regresión por mera curiosidad o para averiguar "el por qué" de algo que poco afecta en la vida actual. El estado mental, tal como el conjunto de afectos, emociones, miedos y sentimientos, se puede comparar con el agua en la superficie de un lago. Si alguien se pone a escarbar en el fondo, se levanta lodo y enturbia por un tiempo el agua de la superficie. Uno de los beneficios que puede producir la regresión de vidas pasadas es hacer perder el temor a la muerte a la persona regresada. El temor a la muerte es algo natural en el ser humano, aunque en casos demasiado profundos constituye una fobia (tanatofobia) que requiere tratamiento. Pero incluso cuando no existe esa fobia, el temor a la muerte está más o menos presente en todos, y la regresión puede hacer desaparecer ese temor. La regresión puede ser de aplicación cuando el comportamiento es afectado por sueños repetitivos o recuerdos traumáticos inconscientes, a manera de traumas severos, depresión, complejos, miedos irracionales y rencores sin razón aparente, tal como el terror a pasar por un puente, subir a un ascensor, bañarse en el mar, ver sangre, tomar una decisión o hablar en público. La regresión bajo hipnosis, y el uso de la hipnosis en general, requiere un conocimiento profesional de los mecanismos subconscientes, las zonas cerebrales activadas por la hipnosis y los peligros inherentes a su uso indiscriminado. 
La regresión de memoria se recomienda solo para buscar el origen de enfermedades psicosomáticas y ayudar al paciente a que sane rencores, miedos y traumas que pueden estar afectando seriamente su vida familiar, laboral o social.

## Características
El psiquiatra y licenciado en filosofía Dr. Raymond Moody propone en uno de sus proyectos, una investigación científica sobre las regresiones del cual se deriva su libro Coming back (Regresiones), ciertas características que puede reunir una experiencia de regresión bajo un estado de total relajación o hipnosis. Son las siguientes:
1. Suelen ser visuales.
2. Parecen tener vida propia (el sujeto no parece tener que pensar qué viene después de cada escena).
3. Las imágenes que se ven resultan familiares (a pesar de que no las hemos vivido en esta supuesta vida actual).
4. El sujeto se identifica en las escenas con uno de los personajes.
5. Pueden "volver" a sentirse las emociones de esa supuesta vida pasada (alegría, dolor, hambre, etcétera).
6. Los hechos que se ven pueden ser vistos desde dos perspectivas: en primera persona (dentro del personaje, como si fuéramos nosotros realmente) y en tercera persona (desde algún punto de la escena, pero reconociéndonos siempre con alguno de los personajes que vemos).
7. A menudo se reflejan aspectos de la vida "actual" del sujeto.
8. Tras una regresión pueden notarse a veces mejorías del estado mental (curaciones de fobias, depresiones, etcétera).
9. Pueden a veces curar enfermedades (este puede derivar del anterior; notar mejorías en dermatitis, asmas, etcétera).
10. Las regresiones van apareciendo durante una sesión según su significado, sin seguir una línea temporal (por ejemplo, podemos visualizar ser primero un personaje medieval y, después, en otra regresión, ser un romano del siglo I).
11. Es más fácil sumergir al sujeto en una regresión cuantas más veces haya sido regresado.
12. La mayor parte de esas supuestas vidas pasadas son mundanas (no de personajes importantes de la historia, aunque así se hubiese creído).